# Autopista Ocaña-La Roda
La autopista Ocaña - La Roda o AP-36, también conocida como autopista Madrid Levante, es una autopista española de peaje que une las localidades de Ocaña (Toledo) y de La Roda (Albacete). Pretendía ser una solución a los atascos de la A-3, pero no alcanzó el tráfico previsto cuando fue diseñada y en 2018 tuvo que ser rescatada por el Estado. La concesionaria de la autopista es la Sociedad Estatal de Infraestructuras del Transporte Terrestre (SEITT), organismo dependiente del Ministerio de Transportes, Movilidad y Agenda Urbana.
La autopista comienza en el enlace de la R-4 con la A-4 en Ocaña (Toledo), vías con las que tiene un enlace directo, y acaba en la A-31 en La Roda (Albacete); tiene una longitud total de 150,16 km. Junto con la AP-36 y a cargo de la misma se construyó el tramo de la A-43 enlace N-301 - A-3, de 29,06 km de longitud y libre de peaje, que parte de la A-3 en Atalaya del Cañavate y se cruza con la AP-36 a la altura de San Clemente.
Los peajes se encuentran situados en Corral de Almaguer, Quintanar de la Orden, Mota del Cuervo, Las Pedroñeras y San Clemente. Tiene tres áreas de servicio en Corral de Almaguer, Santa María de los Llanos y El Provencio. 
La autopista conecta Madrid con Albacete y el sureste de la península ibérica a través de la A-4/R-4 y la A-31. La autopista tiene 119,38 km de peaje y 30,78 gratuitos. Los tramos gratuitos son dos: el tramo A-4 - Enlace N-301 en Ocaña y el tramo San Clemente - La Roda. El resto es de peaje.
La AP-36 se abrió al tráfico el 27 de julio de 2006 y junto con esta también se abrió el tramo de la A-43.

## Concesión
Esta Autopista fue una concesión del estado a una sociedad formada inicialmente por Cintra con una participación de un 60 %, Itínere con un 40 %, Budimex (filial polaca de Ferrovial) con un 5 % y Kutxa con otro 5 %. La concesión se produjo el 13 de febrero de 2004 y tenía una duración de 36 años (hasta 2040) prorrogables entre 1 y 4 años más en función de diversos parámetros como son la captación de vehículos pesados, la accidentalidad, la congestión de la vía, el tiempo de espera en los puestos de peaje, el estado del firme y la calidad del servicio prestado al usuario. 
Posteriormente la concesión pasó a Ciralsa y Aucosta. Tras la quiebra de la sociedad concesionaria Autopista Madrid Levante Concesionaria Española, S.A. y el consecuente rescate público, la concesión de la autopista pasó a corresponder el 15 de marzo de 2018 a la Sociedad Estatal de Infraestructuras del Transporte Terrestre (SEITT), organismo dependiente del Ministerio de Transportes, Movilidad y Agenda Urbana. Izquierda Unida ha solicitado que pase a ser gratuita.

## Tráfico en la Autopista Ocaña-La Roda (Intensidad media diaria)
En 2013 tuvo una intensidad media diaria (IMD) de 2 802 vehículos, un 7,1 % menos que en 2012 y un 41,2 % menos que en 2008. En 2013 bajó la IMD de vehículos pesados a un 2,8 %, según datos del Ministerio de Transportes, Movilidad y Agenda Urbana.
Desde el principio el tráfico en esta vía se situó por debajo de lo esperado. Tras su apertura en 2006, la intensidad diaria fue de 4 194 vehículos y aumentó casi un 11 % en 2007; en 2008, el tráfico volvió a aumentar, en este caso un 2,7 % y llegó a los 4 770 vehículos ligeros diarios. Nunca llegó a superar los 5000 vehículos por día.
En 2009 se inició un descenso en la intensidad circulatoria y ello a pesar de que hacia el final de ese año entró en funcionamiento la A-43, una vía que cruza la autopista de peaje y que es vital a la hora de conectar importantes comarcas, como las de Villarrobledo y La Roda. El tráfico diario de vehículos pesados pasó a estar por debajo de los 150 vehículos; el promedio llegó a 262 y 273 vehículos pesados por día en los años 2007 y 2008, lo que implicó un considerable descenso.
En el tráfico que soporta esta vía de peaje tienen mucho que ver con períodos vacacionales, como el de Semana Santa. En 2013 los desplazamientos en las vacaciones de marzo elevaron hasta 3 478 la intensidad media diaria de vehículos en el tramo albaceteño de la AP-36. No obstante, julio y agosto son los meses con la mayor intensidad circulatoria, ya que la IMD llegó a 4 570 en julio de 2013, y a 5 613 en agosto de 2013. Durante los meses de invierno, la intensidad media diaria está por debajo de los 2 000 vehículos al día.
Entre 2011 y 2017 la intensidad media se mantuvo por debajo de 4 000 vehículos diarios, lo que dio lugar a su quiebra y a su rescate por el Estado en marzo de 2018.
La tabla siguiente muestra la evolución de la intensidad media diaria desde su inauguración:
| Ejercicio | Intensidad media diaria | % Variación |
| --------- | ----------------------- | ----------- |
| 2018      | 3.147                   | –0,3        |
| 2017      | 3.156                   | +7,2        |
| 2016      | 2.944                   | +3,1        |
| 2015      | 2.855                   | –0,7        |
| 2014      | 2.876                   | +2,6        |
| 2013      | 2.802                   | –7,1        |
| 2012      | 3.015                   | –19,0       |
| 2011      | 3.724                   | –7,0        |
| 2010      | 4.003                   | –9,9        |
| 2009      | 4.441                   | –6,9        |
| 2008      | 4.770                   | +2,7        |
| 2007      | 4.646                   | +10,8       |
| 2006      | 4.194                   |             |

## Tramos
| Denominación | Tramo                            | Kilómetros | Año servicio |
| ------------ | -------------------------------- | ---------- | ------------ |
| AP-36        | Enlace R-4 A-4 - Ocaña N-301     | 1          | 2006         |
| AP-36        | Ocaña N-301 - San Clemente A-43  | 119,3      | 2006         |
| AP-36        | San Clemente A-43 - La Roda A-31 | 30,7       | 2006         |

Previsión de ampliaciones
En 2010 se hizo un estudio informativo para prolongar la autopista hasta Alicante, pasando por Albacete, Almansa, Caudete, Villena, Sax, Elda y finalizar en la A-70 al norte de Alicante. Recientemente la Generalidad Valenciana presentó un estudio libre para el trazado que pasaría por el término municipal de Elche, hecho que puso en pie de guerra a los vecinos de la partida rural de Santa Ana en dicho municipio ya que habría que expropiar casi la totalidad del núcleo pedáneo. Esta prolongación nunca se realizó.
En 2014, el Ministerio de Fomento ha desestimado el estudio informativo de la prolongación de la autopista de peaje, AP-36, de La Roda a Chinchilla de Montearagón. Se estudiará la nueva alternativa de la ampliación al tercer carril entre La Roda y Chinchilla de la autovía A-31; por lo tanto, en el futuro, se expandirá hasta Alicante. Con motivo de la quiebra de la empresa concesionaria de la autopista de peaje AP-36, quedó descartada para siempre la prolongación. Actualmente el mantenimiento de la AP-36 está en manos de la SEITT.

## Enlaces
| Elemento | Salida                                         | Nombre de Salida                               | Carretera que enlaza   |
| -------- | ---------------------------------------------- | ---------------------------------------------- | ---------------------- |
|          | 0                                              | Aranjuez-Madrid -Córdoba Ocaña Tarancón-Cuenca | R-4 E-5 A-4 N-301 A-40 |
|          | 3                                              | Ocaña-Albacete Noblejas-Dos Barrios            | N-301 TO-1211-V        |
|          | Peaje de Troncal Corral                        | Peaje de Troncal Corral                        |                        |
|          | 29                                             | Corral de Almaguer                             | N-301                  |
|          | Área de Servicio de Corral de Almaguer         | Área de Servicio de Corral de Almaguer         |                        |
|          | 52                                             | Quintanar de la Orden                          | N-301                  |
|          | Provincia de Cuenca                            | Provincia de Toledo                            |                        |
|          | 74                                             | Mota del Cuervo                                | N-301                  |
|          | Área de Servicio de Santa María de Los Llanos  | Área de Servicio de Santa María de Los Llanos  |                        |
|          | 94                                             | El Pedernoso Las Pedroñeras                    | N-301                  |
|          | Área de Servicio de El Provencio               | Área de Servicio de El Provencio               |                        |
|          | Peaje de San Clemente                          | Peaje de San Clemente                          |                        |
|          | 122 Autopista libre de peaje hasta el p.k. 146 | Valencia-Madrid-Ciudad Real                    | A-43                   |
|          | 129                                            | Casas de los Pinos-Casas de Roldán             | CUV-8302               |
|          | 135                                            | Minaya-Casas de Fernando Alonso                | CM-3117                |
|          | Provincia de Albacete                          | Provincia de Cuenca                            |                        |
|          | A-31 31                                        | Honrubia-Madrid                                | A-31                   |
|          | continúa por A-31                              | Albacete Murcia Alicante                       |                        |